# رابرت اچ.هریس
رابرت اچ.هریس (به انگلیسی: Robert H. Harris) (زاده ۱۵ ژوئیه ۱۹۱۱-درگذشته ۳۰ نوامبر ۱۹۸۱) بازیگر آمریکایی بود.
از فیلم‌های معروف او می‌توان به بازی در فیلم آمریکا، آمریکا اشاره کرد.